# Sigrid Rausing Trust
Der Sigrid Rausing Trust ist eine humanitäre Stiftung mit Sitz in London.
Die Stiftung wurde 1995 von der Anthropologin und Autorin Sigrid Rausing mit geerbtem Familienvermögen gegründet.

## Förderungen
- 2016 machte der Sigrid Rausing Trust 280 Zuwendungen mit einem Gesamtvolumen von 21,673 Millionen £.[1]
- 2017 machte der Sigrid Rausing Trust 304 Zuwendungen.[6]